# United Press International
United Press International je americká mezinárodní zpravodajská agentura založená E. W. Scrippsem v roce 1907 pod názvem United Press Associations (zkratkou psáno pouze UP). V roce 1958 byla přejmenována na současný název, jelikož se sloučila s Hearstovou agenturou INS (International News Service).